# Tornatellides subperforata
Tornatellides subperforata es una especie de molusco gasterópodo de la familia Achatinellidae.

## Distribución geográfica
Se encuentra  en Nueva Zelanda.